# Blasco II Alagona
Blasco d'Alagona, conte di Mistretta e noto come Blasco il Giovane (in catalano Blasco de Alagón i Pérez; ... – Catania, 21 ottobre 1355), è stato un nobile e militare aragonese del XIV secolo.

## Biografia
Nacque in data imprecisata ed era presumibilmente figlio di Artale d'Alagón Ximénez de Urrea, figlio omonimo e cadetto di Artale, IV signore di Sástago, e della di lui consorte Toda Ximénez de Urrea.
Passò in Sicilia nel 1304 per ricevere la baronia di Naso ed altri possessi feudali, ereditati dallo zio paterno Blasco Alagona, deceduto tre anni prima. Nel 1320 il re Federico III di Sicilia gli assegnò il castello e la terra di Aci, espropriati a Margherita di Lauria (discendente dell'ammiraglio Ruggiero di Lauria).  Intorno al 1321 lo stesso Re Federico lo nominò maestro giustiziere del Regno di Sicilia, incarico che ricoprì fino al 1348, e nuovamente dal 1350 al 1355. Su questa carica il re Pietro II di Sicilia gli concesse il privilegio di trasmissione della medesima alla discendenza maschile.
In guerra contro gli Angioini, nel 1326 subì il saccheggio del castello di Aci da parte di Bertrando del Balzo. Nel 1327, accorrendo con pochi uomini da Catania, respinse ad Augusta uno sbarco di Genovesi. L'anno seguente partecipò all'impresa del Re Pietro, in soccorso di Ludovico il Bavaro, e ai combattimenti di Ischia, Mola di Gaeta, Orbetello. Federico III, morendo nel 1337, lo nominò esecutore delle sue ultime volontà insieme con la moglie e con altri nobili del regno. 
Tra il 1338 e il 1350, acquisì il possesso di numerosi feudi, tra cui le signorie di Reitano, Sparto, Pettineo, Crapi, Falazani, Militiro, Mirto, Mistretta e Tavi, ma nel 1347, perse il possesso del castello e la terra di Aci, passati a Giovanni d'Aragona, duca di Randazzo, figlio di Federico III, e permutati con la signoria su Butera. Sulla terra di Mistretta nel 1348 ebbe investitura del titolo di conte.
L'Alagona continuò a prodigarsi nella guerra contro gli Angioini, con la presa di Lentini nel 1338, e la difesa di Milazzo nel 1341, assalita da una flotta angioina di 40 navi. Nel 1348, il Duca di Randazzo morì di peste, e questi in punto di morte designò l'Alagona quale suo successore alla tutela del giovanissimo re Ludovico di Sicilia, ma la nomina trovò la contrarietà della madre Elisabetta di Carinzia, che richiamò dall'esilio Matteo Palizzi ed appoggiò la fazione dei nobili latini.
Nell'estate del 1348 il Conte di Mistretta riunì intorno a sé in Catania i maggiori rappresentanti della nobiltà catalana e si preparò alla difesa. Il 18 giugno del 1349, pur con forze minori di numero, disfece in campo aperto un esercito che Elisabetta e Matteo Palizzi avevano inviato all'assedio di Catania. Nove galere inviategli da Pietro IV d'Aragona nel dicembre del 1349 non gli recarono alcun aiuto, ma egli ugualmente ottenne nello stesso anno un'altra vittoria a Paternò. Nel 1350, in virtù di un compromesso l'Alagona, Matteo Palizzi e Manfredi Chiaramonte furono nominati tutti e tre vicari; ma la tregua fu rotta già nel 1352 con scontri e azioni di guerriglia che insanguinarono di nuovo tutta la Sicilia. 
Nel 1353 il giovane Re Ludovico, sottraendosi all'influenza di Matteo Palizzi e per le preghiere della sorella Costanza, stipulò un armistizio con l'Alagona. L'accordo, secondo il quale ciascuno doveva essere reintegrato nei beni posseduti innanzi la guerra civile, fu pubblicato il 4 ottobre del 1353 a Messina. L'anno dopo, il 19 luglio, in uno scoppio d'ira popolare,  il Palizzi fu ucciso, e la sua testa fu portata al Conte di Mistretta, che però si dolse dell'orribile fine del grande nemico. Nominato tutore del Re di Sicilia, convocò un Parlamento, per provvedere alla tristissima situazione del Regno, straziato da tanti anni di lotta senza quartiere. 
Dimorante in Catania, vi morì il 21 ottobre 1355. Era sposato con una certa Beatrice, di cui ignoto è il casato di provenienza, dalla quale ebbe sei figli. Di questi, il primogenito Artale gli succedette nel titolo di Conte di Mistretta e nella carica di maestro giustiziere.